# Euryattus
Euryattus is een geslacht van spinnen uit de familie springspinnen (Salticidae).

## Soorten
De volgende soorten zijn bij het geslacht ingedeeld:
- Euryattus bleekeri (Doleschall, 1859)
- Euryattus breviusculus (Simon, 1902)
- Euryattus celebensis (Merian, 1911)
- Euryattus junxiae Prószyński & Deeleman-Reinhold, 2010
- Euryattus leopoldi (Roewer, 1938)
- Euryattus myiopotami (Thorell, 1881)
- Euryattus porcellus Thorell, 1881
- Euryattus venustus (Doleschall, 1859)
- Euryattus wallacei (Thorell, 1881)